# Bạch hoa xà
Bạch hoa xà hay còn gọi bạch tuyết hoa, đuôi công hoa trắng (danh pháp khoa học: Plumbago zeylanica) là một loài thực vật thuộc họ Plumbaginaceae phân bổ khắp vùng nhiệt đới.

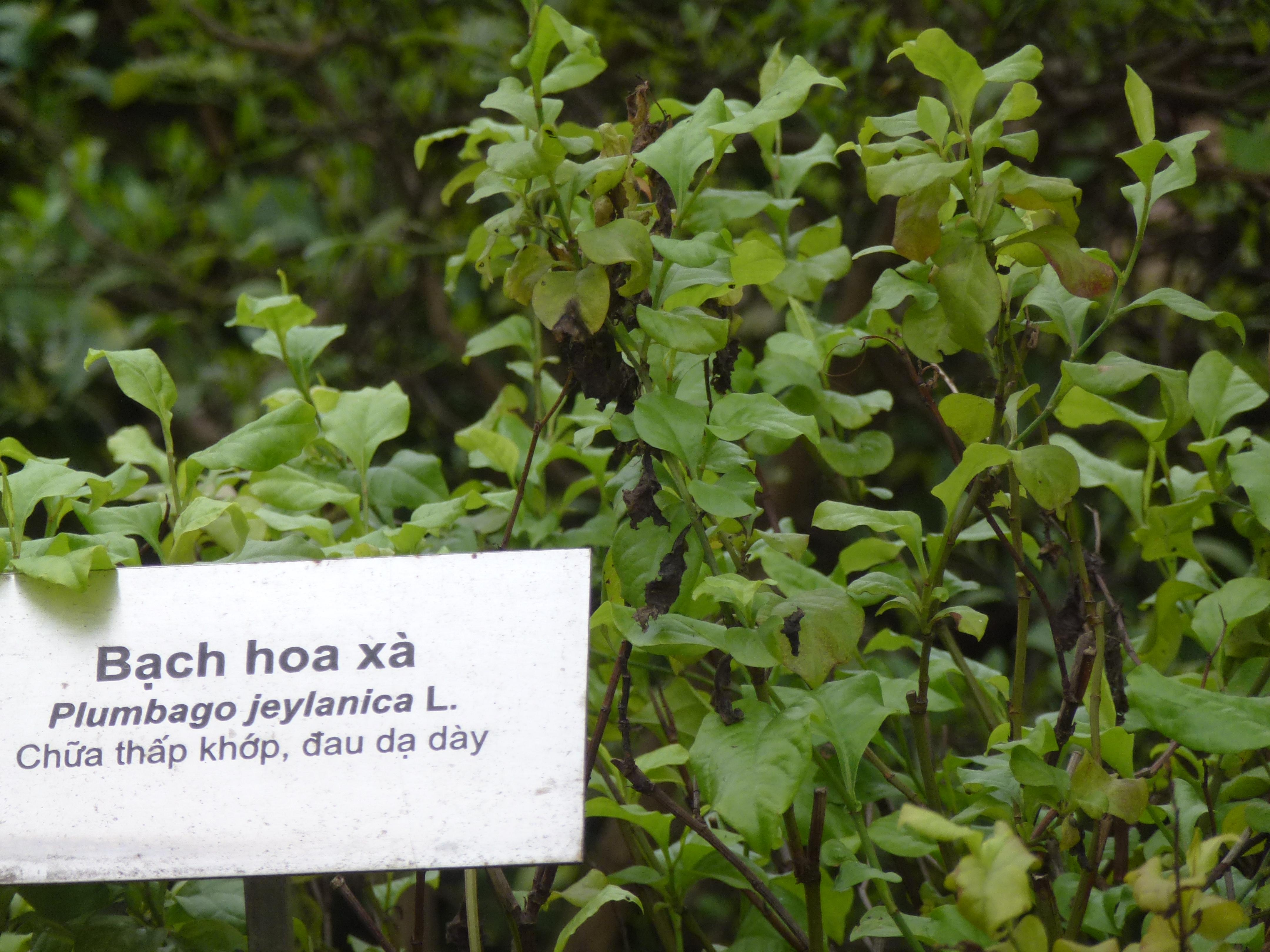
Bạch hoa xà

## Mô tả
Bạch hoa xà là một loài cây thân thảo sống dai, cao 0,3–0,7 m. Thân hóa gỗ, nhẵn, có đốt và có khía dọc. Lá cây mọc so le, dài 5–9 cm, rộng 2.5–4 cm, hình trứng, nhọn đầu; lá không có lông. Các lá đài hình trụ có cạnh, nhiều lông tuyến dính, có kích thước 3–7 × 1–2 mm. Cụm hoa gồm nhiều hoa màu trắng, có đường kính 17–33 mm và có ống trụ dài 12.5–28 mm. Bao hạt dài 7.5–8 mm và chứa các hạt màu nâu đen.
Tinh chất cây cho thấy khả năng tiêu diệt ấu trùng loài muỗi vằn Aedes aegypti trong khi không gây hại cho các loài cá.
Carl von Linné đã mô tả hai loài P. zeylanica và P. scandens riêng biệt, nhưng hiện tại chúng được coi là đồng nghĩa.